# Тана Баса (Ливорно)
Тана Баса је насеље у Италији у округу Ливорно, региону Тоскана.
Према процени из 2011. у насељу је живело 32 становника. Насеље се налази на надморској висини од 19 м.